# Coupe de France 1926/27
Het seizoen 1926/27 was het tiende seizoen van de Coupe de France in het voetbal. Het toernooi werd georganiseerd door de Fédération Française de Football Association (FFFA).
Dit seizoen namen er 346 clubs aan deel (20 meer dan de record deelname in het seizoen 1924/25). De competitie eindigde op 8 mei met de finale in het Stade Olympique Yves-du-Manoir in Colombes. De zege ging voor de derde keer naar Olympique Marseille (met de Belg Paul Schnoeck in de gelederen) die US Quevilly met 3-0 versloeg.

## Uitslagen

### 1/32 finale
De 1/32e finale was de vierde ronde, inclusief de voorronde. In deze ronden waren de acht kwartfinalisten van de vorige editie vrijgesteld door de FFFA. De wedstrijden werden op 5 december 1926 gespeeld, de enige beslissingswedstrijd op 19 december.
| Winnaar              | Uitslag     | Verliezer            |
| -------------------- | ----------- | -------------------- |
| Olympique Marseille  | vrij        |                      |
| US Quevilly          | 1-0         | ES Bully             |
| CA Paris             | 4-0         | FC Saint-Louis 1911  |
| Stade Raphaëlois     | 2-0         | Lyon OU              |
| Olympique Lille      | 4-1         | AC Rueil             |
| US Suisse Paris      | 6-0         | SC Abbeville         |
| Club Français        | vrij        |                      |
| Stade Le Havre       | 2-1         | Stade Béthune        |
| FC Cette             | vrij        |                      |
| FC Rouen             | vrij        |                      |
| CASG Paris           | 2-0         | CS Jean Bouin Angers |
| US Tourcoing         | vrij        |                      |
| RC Roubaix           | 4-1         | AS Metz              |
| AS Cannes            | 3-1         | AS Amicale Paris     |
| Stade Mont-de-Marsan | 3-3 nv; 2-1 | US Vergèze           |
| US Saint-Servan      | 3-1         | UA Paris XVIe (?)    |

| Winnaar           | Uitslag | Verliezer           |
| ----------------- | ------- | ------------------- |
| FEC Levallois     | 1-0     | FC Mulhouse         |
| AC Amiens         | 5-2     | CA Paris XIVe (?)   |
| SC Nîmes          | 3-2     | RC Strasbourg       |
| AS Valentigney    | vrij    |                     |
| Stade Laval       | 2-0     | AS Cheminots Rennes |
| SO Montpellier    | 3-2     | CO Saint-Chamond    |
| Armoricaine Brest | 3-2     | SO L’Est            |
| US Dunkerque-Malo | 4-1     | CA Metz             |
| US Belfort        | 2-1     | AS Strasbourg       |
| Drapeau Fougères  | 3-1     | US Boulogne         |
| Stade Roubaix     | 2-1     | SC Reims            |
| Racing Club Rouen | 1-0     | Stade Rennes        |
| Le Havre AC       | 4-1     | Racing Calais       |
| Stade Bordeaux    | 2-1     | Stade Quimper       |
| CA Vitry          | vrij    |                     |
| Stade Français    | vrij    |                     |

### 1/16 finale
De wedstrijden werden op 2 (CASG-Stade Roubaix) en 9 januari 1927 gespeeld, de twee beslissingswedstrijden op 27 (Cette-Belfort) en 30 januari (Raphaëlois-Valentigney).
| Winnaar             | Uitslag     | Verliezer         |
| ------------------- | ----------- | ----------------- |
| Olympique Marseille | 2-0         | FEC Levallois     |
| US Quevilly         | 2-0         | AC Amiens         |
| CA Paris            | 3-1         | SC Nîmes          |
| Stade Raphaëlois    | 0-0 nv; 3-2 | AS Valentigney    |
| Olympique Lille     | 7-1         | Stade Laval       |
| US Suisse Paris     | 5-1         | SO Montpellier    |
| Club Français       | 2-1         | Armoricaine Brest |
| Stade Le Havre      | 2-1 nv      | US Dunkerque-Malo |

| Winnaar              | Uitslag     | Verliezer         |
| -------------------- | ----------- | ----------------- |
| FC Cette             | 3-3 nv; 3-1 | US Belfort        |
| FC Rouen             | 3-2         | Drapeau Fougères  |
| CASG Paris           | 4-3         | Stade Roubaix     |
| US Tourcoing         | 1-0         | Racing Club Rouen |
| RC Roubaix           | 1-0         | Le Havre AC       |
| AS Cannes            | 2-1         | Stade Bordeaux    |
| Stade Mont-de-Marsan | 2-1         | CA Vitry          |
| US Saint-Servan      | 3-2 nv      | Stade Français    |

### 1/8 finale
De wedstrijden werden op 6 februari 1927 gespeeld.
| Winnaar             | Uitslag | Verliezer    |
| ------------------- | ------- | ------------ |
| Olympique Marseille | 2-0     | FC Cette     |
| US Quevilly         | 2-0     | FC Rouen     |
| CA Paris            | 2-1 nv  | CASG Paris   |
| Stade Raphaëlois    | 3-1     | US Tourcoing |

| Winnaar         | Uitslag | Verliezer            |
| --------------- | ------- | -------------------- |
| Olympique Lille | 2-1     | RC Roubaix           |
| US Suisse Paris | 5-3     | AS Cannes            |
| Club Français   | 4-0     | Stade Mont-de-Marsan |
| Stade Le Havre  | 2-1 nv  | US Saint-Servan      |

### Kwartfinale
De wedstrijden werden op 6 maart 1927 gespeeld. De enige beslissingswedstrijd op 27 maart.
| Winnaar             | Uitslag     | Verliezer       |
| ------------------- | ----------- | --------------- |
| Olympique Marseille | 1-0 nv      | Olympique Lille |
| US Quevilly         | 4-1 nv      | US Suisse Paris |
| CA Paris            | 2-2 nv; 2-1 | Club Français   |
| Stade Raphaëlois    | 2-1 nv      | Stade Le Havre  |

### Halve finale
De wedstrijden werden op 3 april 1927 gespeeld. De beide beslissingswedstrijden op 17 (OM-CAP) en 23 april (USQ-Raphaëlois).
| Winnaar             | Uitslag        | Verliezer        |
| ------------------- | -------------- | ---------------- |
| Olympique Marseille | 1-1 nv; 6-0    | CA Paris         |
| US Quevilly         | 1-1 nv; 1-0 nv | Stade Raphaëlois |

### Finale
De wedstrijd werd op 8 mei 1927 gespeeld in het Stade Olympique Yves-du-Manoir in Colombes voor 23.800 toeschouwers. De wedstrijd stond onder leiding van scheidsrechter Paul Quittemel.
| Winnaar                                                  | Uitslag | Finalist    |
| -------------------------------------------------------- | ------- | ----------- |
| Olympique Marseille                                      | 3-0     | US Quevilly |
| Raymond Durand 34' Maurice Gallay 36' Jules Dewaquez 89' |         |             |

1917/18 · 1918/19 · 1919/20 · 1920/21 · 1921/22 · 1922/23 · 1923/24 · 1924/25 · 1925/26 · 1926/27 · 1927/28 · 1928/29 · 1929/30 · 1930/31 · 1931/32 · 1932/33 · 1933/34 · 1934/35 · 1935/36 · 1936/37 · 1937/38 · 1938/39 · 1939/40 · 1940/41 · 1941/42 · 1942/43 · 1943/44 · 1944/45 · 1945/46 · 1946/47 · 1947/48 · 1948/49 · 1949/50 · 1950/51 · 1951/52 · 1952/53 · 1953/54 · 1954/55 · 1955/56 · 1956/57 · 1957/58 · 1958/59 · 1959/60 · 1960/61 · 1961/62 · 1962/63 · 1963/64 · 1964/65 · 1965/66 · 1966/67 · 1967/68 · 1968/69 · 1969/70 · 1970/71 · 1971/72 · 1972/73 · 1973/74 · 1974/75 · 1975/76 · 1976/77 · 1977/78 · 1978/79 · 1979/80 · 1980/81 · 1981/82 · 1982/83 · 1983/84 · 1984/85 · 1985/86 · 1986/87 · 1987/88 · 1988/89 · 1989/90 · 1990/91 · 1991/92 · 1992/93 · 1993/94 · 1994/95 · 1995/96 · 1996/97 · 1997/98 · 1998/99 · 1999/00 · 2000/01 · 2001/02 · 2002/03 · 2003/04 · 2004/05 · 2005/06 · 2006/07 · 2007/08 · 2008/09 · 2009/10 · 2010/11 · 2011/12 · 2012/13 · 2013/14 · 2014/15 · 2015/16 · 2016/17 · 2017/18 · 2018/19 · 2019/20 · 2020/21 · 
2021/22 · 2022/23 · 2023/24 · 2024/25 ·